# Nedre Ingevadssjön
Nedre Ingevadssjön är en sjö i Torsby kommun i Värmland och ingår i Göta älvs huvudavrinningsområde. Sjön är 22 meter djup, har en yta på 0,201 kvadratkilometer och befinner sig 203 meter över havet. Sjön avvattnas av vattendraget Rottnan. Vid provfiske har bland annat abborre, gers, gädda och löja fångats i sjön.

## Delavrinningsområde
Nedre Ingevadssjön ingår i det delavrinningsområde (668709-131878) som SMHI kallar för Gräns mot Norge. Medelhöjden är 229 meter över havet och ytan är 3,8 kvadratkilometer. Räknas de 6 avrinningsområdena uppströms in blir den ackumulerade arean 280,98 kvadratkilometer. Rottnan som avvattnar avrinningsområdet har biflödesordning 3, vilket innebär att vattnet flödar genom totalt 3 vattendrag innan det når havet efter 388 kilometer. Avrinningsområdet består mestadels av skog (82 procent). Avrinningsområdet har 0,29 kvadratkilometer vattenytor vilket ger det en sjöprocent på 7,7 procent.

## Fisk
Vid provfiske har följande fisk fångats i sjön:
- Abborre
- Gärs
- Gädda
- Löja
- Mört